# Grüne Kräuselspinne
Die Grüne Kräuselspinne (Nigma walckenaeri), auch Grüne Lauerspinne genannt, ist eine Spinnenart aus der Familie der Kräuselspinnen (Dictynidae). Die Art ist durch ihre grüne Färbung in Mitteleuropa unverwechselbar.

## Merkmale
Die Grüne Kräuselspinne erreicht eine Körperlänge von 3,5 bis 5 mm, sie ist damit die größte Art der Familie in Mitteleuropa. Der Vorderkörper (Prosoma) ist bei den Weibchen einfarbig hellgrün bis grünlich beige. Es zeigt eine durch helle Haare gebildete, U-förmige Zeichnung, die sich nach vorn öffnet.

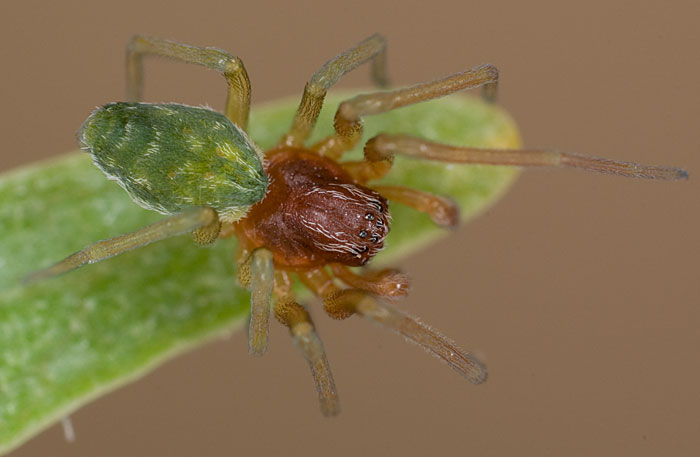
Grüne Kräuselspinne (Männchen)

Der Hinterkörper (Opisthosoma) ist meist einfarbig leuchtend hellgrün, kann aber auch eine weißliche oder gelbe Fleckenzeichnung tragen. Er zeigt vor allem an den Seiten eine in schmalen Bändern angeordnete, weiße Behaarung. Die Beine sind ebenfalls einfarbig grün.
Beim Männchen ist die Kopfregion deutlich erhöht. Des Weiteren sind Prosoma und Beine gelbbraun.

## Verbreitung und Lebensraum
Die wärmeliebende Art besiedelt ein relativ kleines Areal in der südwestlichen Paläarktis von Großbritannien und Portugal nach Osten bis in den Irak und von Deutschland nach Süden bis Nordafrika. Die Art fehlt in Irland, in Skandinavien und im Baltikum. Das Verbreitungsgebiet umfasst die gemäßigte bis subtropische Zone. In Deutschland ist die Art auf wärmebegünstigte Bereiche sowie auf urbane Bereiche beschränkt und fehlt im Nordwesten.
Die Art besiedelt in Südeuropa sonnige Waldränder, in Deutschland ist sie jedoch fast ausschließlich im Siedlungsbereich anzutreffen. Sie besiedelt hier vor allem mit Efeu oder Wildem Wein bewachsene Hauswände, seltener auch großblättrige Sträucher, z. B. Flieder.

## Lebensweise
Die Grüne Kräuselspinne baut ein zeltförmiges, durchscheinendes Wohngespinst auf der Oberseite von größeren Blättern, deren Seiten nach oben gebogen sind. Das Netz befindet sich meist an der Blattbasis und ist nach unten geöffnet. Die Spinne ist dort aufgrund ihrer Färbung sehr gut getarnt. Von der Öffnung werden in Zickzackform Fangfäden über die Blattspreite angelegt, in denen sich auch recht große Insekten wie zum Beispiel mittelgroße Fliegen verfangen.
Geschlechtsreife Tiere treten von August bis Oktober auf, an Gebäuden können sie auch noch im Dezember gefunden werden. Zur Kopulation umgreift das Weibchen die Cheliceren des Männchens, das dann abwechselnd seine Pedipalpen in die Geschlechtsöffnung (Epigyne) des Weibchens einführt. Der linsenförmige Eikokon wird versteckt in der Vegetation angelegt.

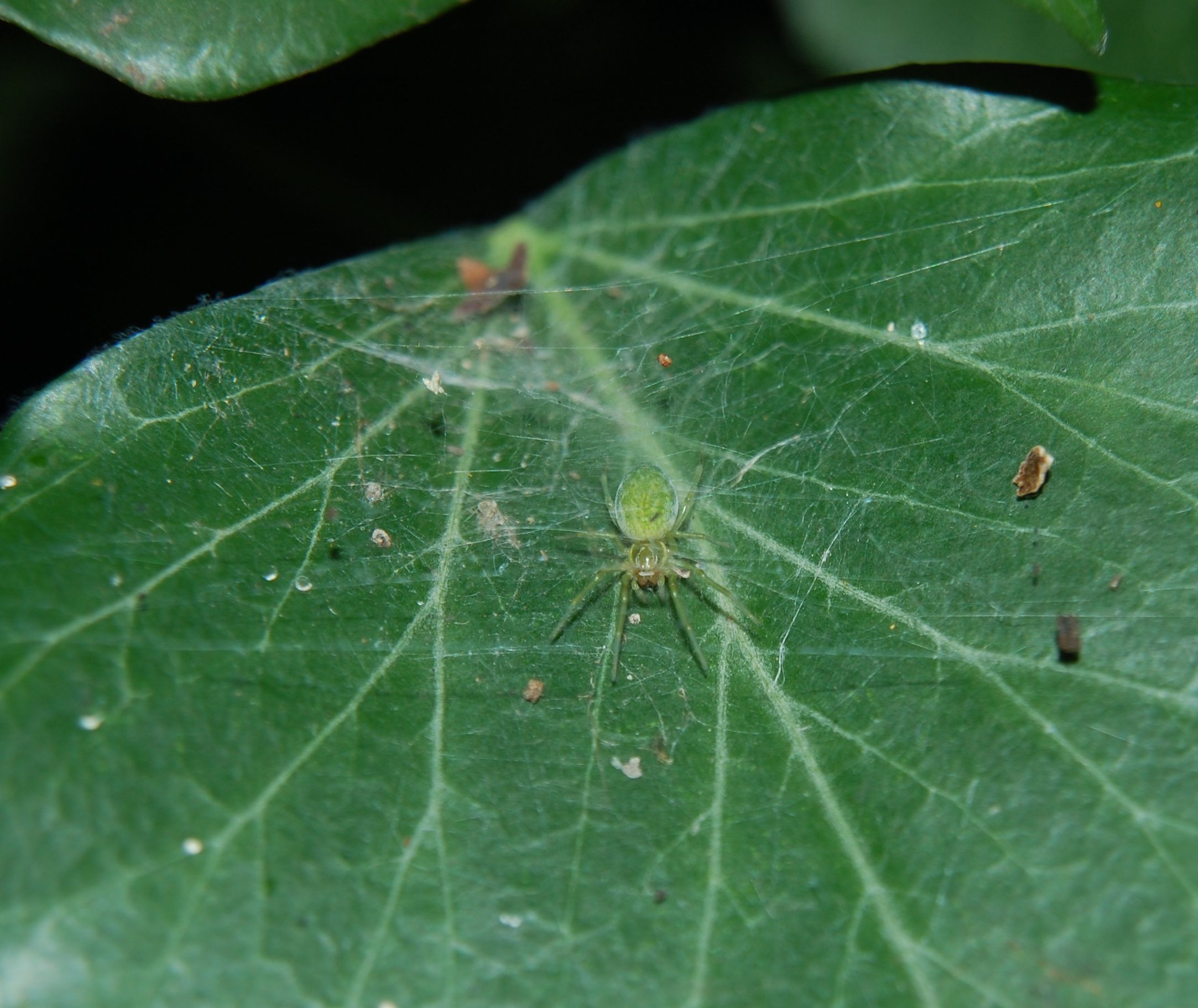
Die Grüne Kräuselspinne in ihrem Gespinst auf einem Efeublatt

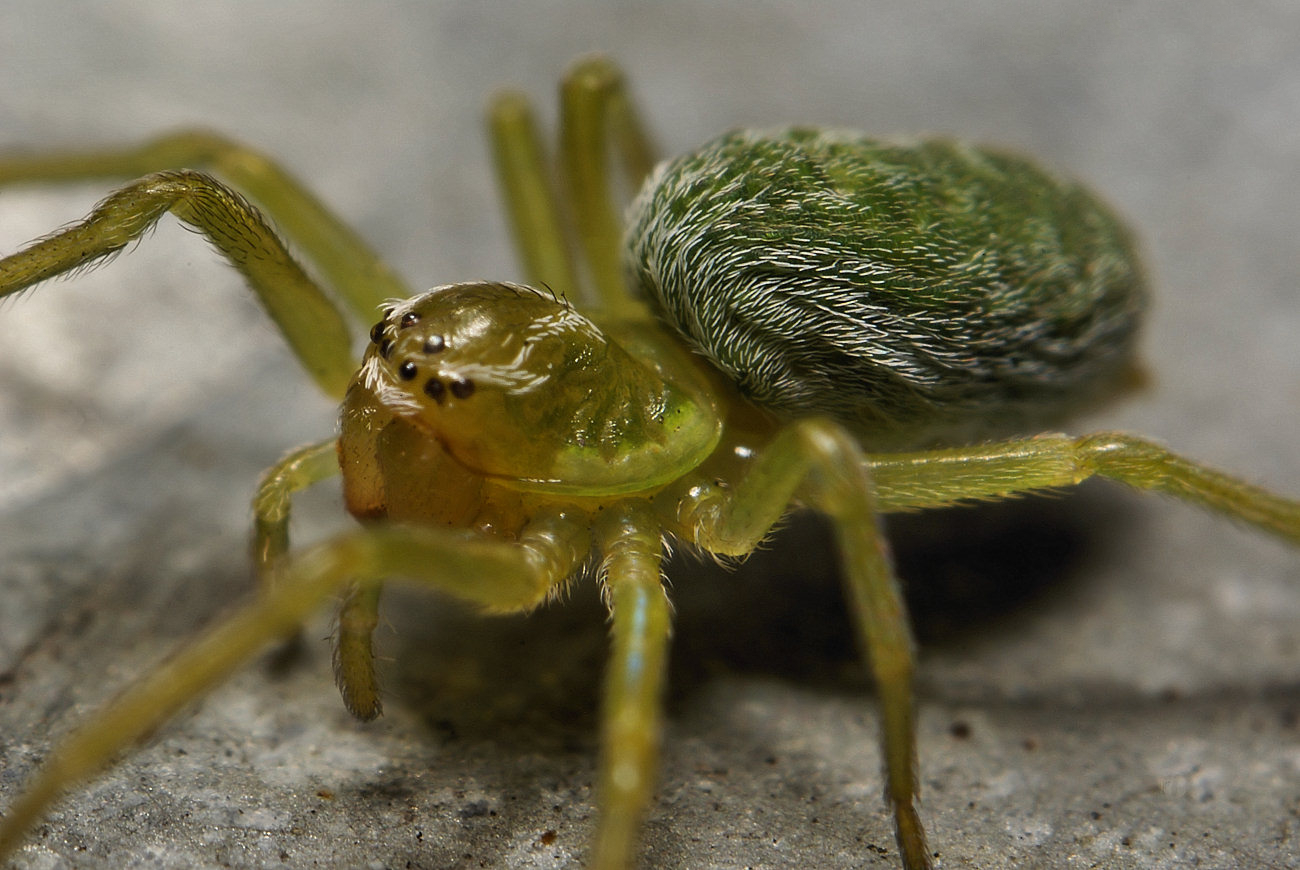
Grüne Kräuselspinne

## Gefährdung
Die Art ist in Deutschland selten. Insgesamt wird eine Gefährdung angenommen, auf eine Einstufung in eine Gefährdungskategorie jedoch verzichtet. In Brandenburg und Berlin ist sie in geeigneten Habitaten häufig und gilt als ungefährdet.